# Stoykite Buttress
Stoykite Buttress (englisch; bulgarisch рид Стойките rid Stojkite) ist ein 1600 m hoher, vereister und gebirgskammähnlicher Berg in den südwestlichen Ausläufern des Detroit-Plateaus an der Nordenskjöld-Küste des Grahamlands auf der Antarktischen Halbinsel. Er ragt 10,15 km westsüdwestlich des Glazne Buttress, 4,2 km nördlich des Ruth Ridge, 10,35 km östlich des südlichen Endes des Fender Buttress und 4,5 km südlich des Konstantin Buttress zwischen nach Westen fließenden Nebengletschern des Drygalski-Gletschers auf. Seine markanten Nordwest- und Südosthänge sind teilweise unvereist.
Britische Wissenschaftler kartierten ihn 1978. Die bulgarische Kommission für Antarktische Geographische Namen benannte ihn 2013 nach der Ortschaft Stoykite im Süden Bulgariens.